# Rundt
"Rundt" er en sang med Raske Penge og Klumben. Sangen stammer fra deres første udgivelse Bor Her/Rundt. Sangen har opnået Guld (streaming), og haft næsten 2 millioner visninger på YouTube.